# Yarmouth Airport
Yarmouth Airport är en flygplats i Kanada. Den ligger i den sydöstra delen av landet, 800 km öster om huvudstaden Ottawa. Yarmouth Airport ligger 42 meter över havet.
Terrängen runt Yarmouth Airport är platt. Havet är nära Yarmouth Airport västerut. Trakten är glest befolkad. Närmaste större samhälle är Yarmouth, 2,3 km väster om Yarmouth Airport. 
I omgivningarna runt Yarmouth Airport växer i huvudsak blandskog.